# Кляуза Балтагора
Кляуза Балтагора (або Балтагур) — це високогірна гідротехнічна споруда, яка застосовувалася для сплаву лісу по річці Чорний Черемош.

## Назва
Ця гідротехнічна споруда будувалася за часів Австро-Угорської імперії, тому слово «Кляуза» бере свої корені від німецького слова (klause), що перекладається як ущелина, перевал, що відображає місце дислокації вказаної споруди. 
Назва греблі «Балтагора» походить від давньої полонини Балтагул, перші згадки про яку датуються ще опришківським часом. 

## Локація
Кляуза знаходиться за 5 кілометрів від витоків річки Чорний Черемош, за 3,5 кілометра від румунського кордону та за 13 кілометрів від історичного села Буркут, що входить у Зеленську сільську територіальну громаду Верховинського району Івано-Франківської області. Також варто зазначити, що гребля дислокується на межі двох гірських масивів: Гринявського та Чивчинського
на висоті 1390 метрів над рівнем моря. 
Наступна кляуза Лустун знаходиться на 7 кілометрів нижче по течії на висоті 1190 метрів над рівнем моря.

## Використання
Водозабір цієї гідротехнічної споруди становив 160 тисяч кубічних метрів води. Найчастіше сплави деревини відбувалися весною, коли танув сніг та в дощові осінні на літні дні. Це були сприятливі умови для сплаву лісу по річці, завдяки повноводності Чорного Черемошу.
Колоди перед сплавом зв'язувалися у два поверхи. В перший поверх вкладали менш цінні породи деревини такі як смерека, а зверху другим поверхом складали найціннішу деревину таку як кедр та тис. Так робили, бо до кінця сплаву, хоч і по повноводній річці, нижній шар сильно нищився та ставав не придатним для обробки. Хоча навіть попри такі втрати, сплав був найбільш ефективним способом переміщення лісу.

## Робота на кляузі
Відсутність будь-яких комунікацій окрім водних робила лісові масиви важкодоступними для лісорубів сплав лісу Чорним Черемошем був дуже тяжким через непристосовану місцевість, велику кількість скель та поворотів. Робота на кляузі Балтагора була однією з самих небезпечних через велику швидкість та складність у керуванні сплавом. Не було такого року, як пригадують очевидці аби тужливий зойк трембіти не сповіщав про смерть керманича. За такі ризики добре платили, тому загиблого товариша одразу замінювали. Останні сплави по цій кляузи відбулися у 1970-х роках. 

## Побудова
Кляузу Балтагора було закладено на початку 19-го століття. Сказати чітку дату побудови тяжко, адже при побудові греблі ставалися повені, які щоразу змушували майстрів перебудовувати все по-новому. Спроектували її австрійські інженери і гуцульські майстри. Будувалася кляуза літами коли вода в річці була наймілкішою. В основі греблі стоїть каміння, шутер, пісок та смерекові колоди. Попри такі примітивні матеріали кляуза стоїть понині.

## Сьогодення
Сьогодні кляуза знаходиться в неробочому стані через повені та паводки, які є частим явищем в горах. Гребля поступово руйнується, але незважаючи на це ще стоїть та приваблює мандрівників та туристів своєю могутністю та міццю.